# Villemeux-sur-Eure
Villemeux-sur-Eure ist eine französische Gemeinde mit 1.808 Einwohnern (Stand: 1. Januar 2022) im Département Eure-et-Loir in der Region Centre-Val de Loire; sie gehört zum Arrondissement Dreux und zum Kanton Dreux-2.

## Geographie
Villemeux-sur-Eure liegt etwa zehn Kilometer südöstlich von Dreux an der Eure, der auch die nordöstliche Gemeindegrenze bildet. Umgeben wird Villemeux-sur-Eure von den Nachbargemeinden Charpont im Norden und Nordwesten, Ouerre im Norden und Nordosten, Croisilles im Nordosten, Chaudon im Osten und Südosten, Ormoy im Süden, Le Boullay-Thierry im Südwesten sowie Le Boullay-Mivoye im Westen und Südwesten.

## Bevölkerungsentwicklung
| 1962                       | 1968 | 1975 | 1982 | 1990 | 1999 | 2006 | 2018 |
| -------------------------- | ---- | ---- | ---- | ---- | ---- | ---- | ---- |
| 940                        | 954  | 956  | 1119 | 1262 | 1386 | 1596 | 1665 |
| Quellen: Cassini und INSEE |      |      |      |      |      |      |      |

## Sehenswürdigkeiten
- Kirche Saint-Maurice, Monument historique seit 1907

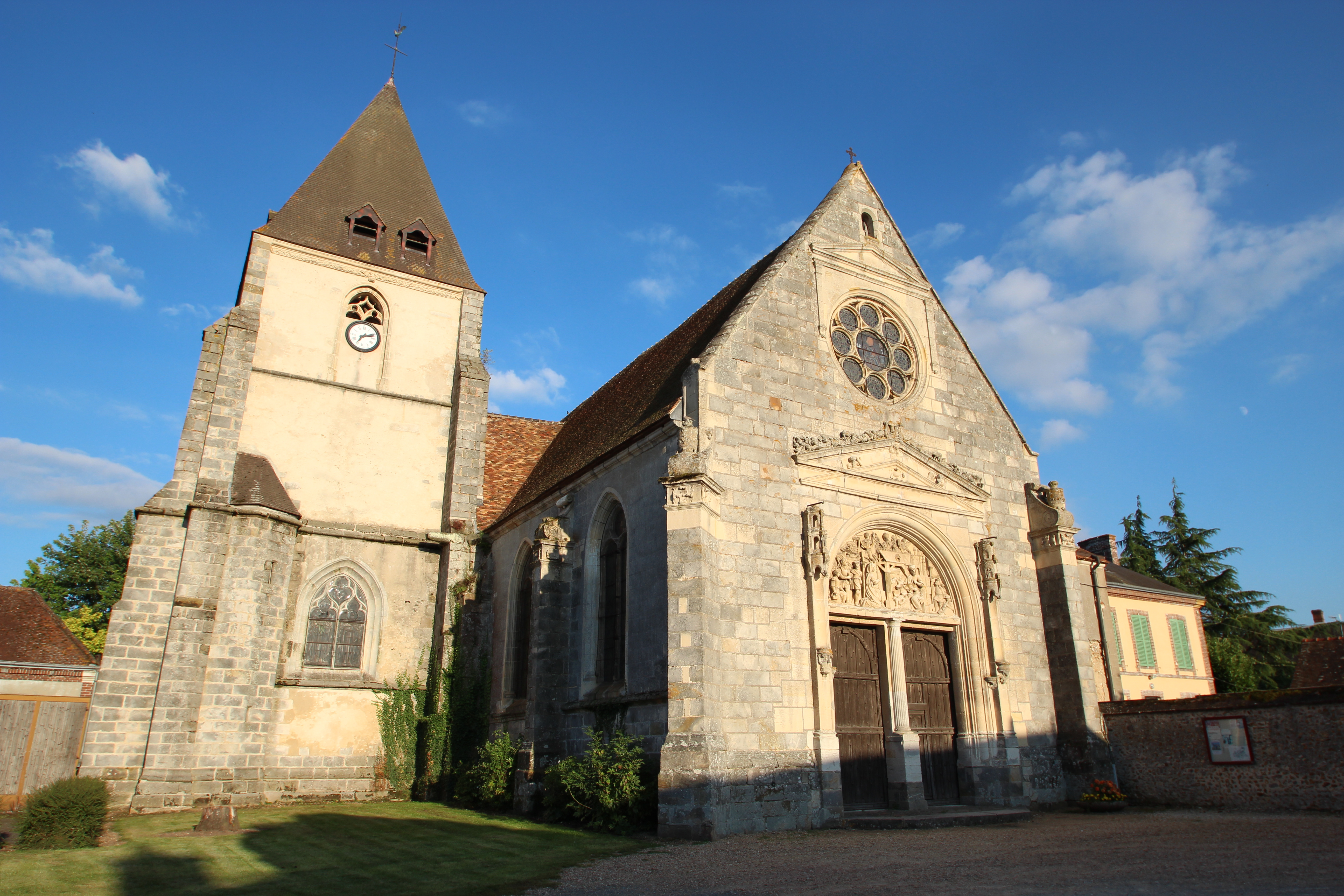
Kirche Saint-Maurice